# Calathea applicata
Calathea applicata är en strimbladsväxtart som beskrevs av Jacob-makoy och Charles Jacques Édouard Morren. Calathea applicata ingår i släktet Calathea och familjen strimbladsväxter. Inga underarter finns listade.